# Файна
Файна (порт. Faina) — муниципалитет в Бразилии, входит в штат Гояс. Составная часть мезорегиона Северо-запад штата Гойас. Входит в экономико-статистический микрорегион Риу-Вермелью. Население составляет 6987 человек на 2006 год. Занимает площадь 1944,953 км². Плотность населения — 3,6 чел./км².

## Статистика
- Валовой внутренний продукт на 2003 год составляет 42 283 737,00 реалов (данные: Бразильский институт географии и статистики).
- Валовой внутренний продукт на душу населения на 2003 год составляет 5885,00 реалов (данные: Бразильский институт географии и статистики).
- Индекс развития человеческого потенциала на 2000 год составляет 0,703 (данные: Программа развития ООН).